# J. M. W. Turner
Joseph Mallord William Turner (sinh 23 tháng 4 1775 - mất 19 tháng 12 1851) là một họa sĩ vẽ tranh phong cảnh thuộc trường phái lãng mạn, người được biết đến với tài sử dụng màu nước cho các bức vẽ, Turner được coi là người đã đặt nền móng cho Trường phái ấn tượng. Dù ở thời đại của mình, Turner là một nhân vật gây tranh cãi nhưng ngày nay ông được coi là họa sĩ đầu tiên đưa nghệ thuật tranh phong cảnh lên một tầm cao mới trong lịch sử hội họa.

## Cuộc đời và sự nghiệp

### Thời thơ ấu
Turner sinh tại Maiden Lane, Covent Garden, Luân Đôn, Anh. Cha ông, William Gay Turner, là một người làm đầu và thợ làm tóc giả. Mẹ ông, bà Mary Marshall, là người gặp chứng bất ổn tâm lý gây ra do cái chết của em gái ông là Helen Turner vào năm 1786. Mẹ Turner qua đời năm 1804, sau khi được gửi đến một trại tâm thần năm 1799.
Do hoàn cảnh gia đình gặp nhiều vấn đề, Turner được gửi đến ở với cậu mình tại Brentford năm 1785, sau đó là một thị trấn nhỏ phía Tây Luân Đôn bên bờ sông Thames. Tại đây ông đã bộc lộ sở thích với hội họa. Một năm sau, ông tới học ở trường Margate phía đông bắc eo biển ở Kent. Thời gian này, ông cho ra đời rất nhiều tác phẩm, cha Turner đã cho trưng bày những bức vẽ này bên cửa sổ của cửa hàng.

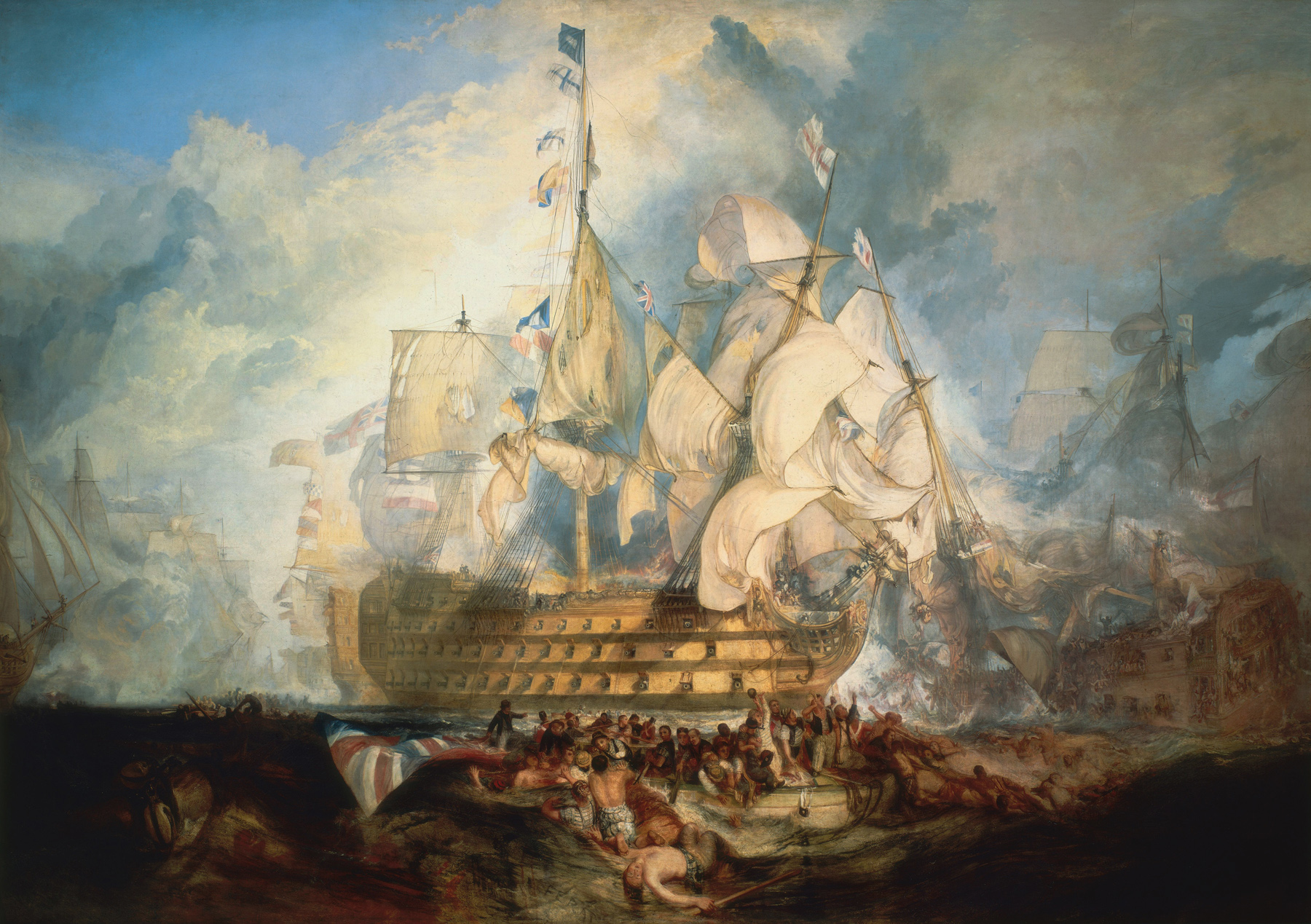
Tác phẩm Trận Trafalgar, 1822

### Học viện Hoàng gia
Turner gia nhập Học viện Hoàng gia Nghệ thuật năm 1789 khi ông mới 14 tuổi, một năm sau thì ông được nhận vào trường. Sir Joshua Reynolds, chủ tịch của học viện này giai đoạn đó, là người chủ tọa ban hội thẩm nhận ông vào trường. Thời gian đầu, Turner tỏ ra rất thích thú với kiến trúc nhưng được Thomas Hardwick khuyên nên phát triển hội họa. Một bức tranh màu nước của Turner được chọn trưng bày ở Triển lãm mùa hè năm 1790 sau chỉ một năm ông học tại trường. Ông cho giới thiệu bức tranh sơn dầu đầu tiên, Fishermen at Sea, năm 1796. Sau đó bức tranh này được trưng bày tại học viện trong phần lớn thời gian cuộc đời của Turner.

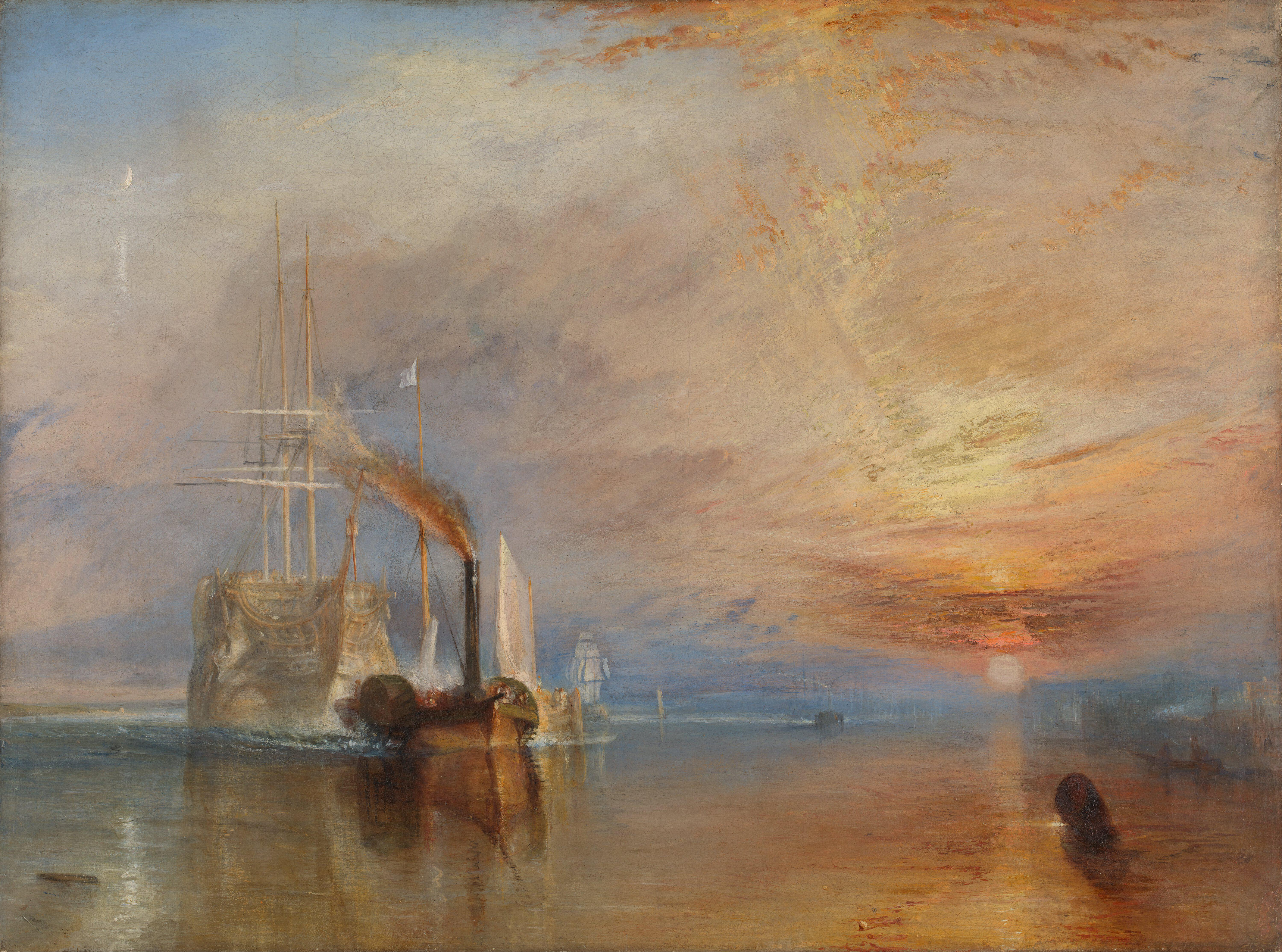
Tác phẩm The fighting Temeraire tugged to her last berth to be broken up, vẽ năm 1839.

Dù cho được biết đến với một tác phẩm sơn màu, Turner lại được coi là một trong những thiên tài kiệt xuất nhất của nước Anh trong lĩnh vực vẽ tranh phong cảnh bằng màu nước.
Một trong những tác phẩm nổi tiếng của ông là The fighting Temeraire tugged to her last berth to be broken up, vẽ năm 1838, hiện được treo tại Bảo tàng tranh quốc gia ở London (National Gallery, London). Xem thêm The Golden Bough.

### Đầu sự nghiệp
Turner từng đi khắp châu Âu, bắt đầu từ Pháp và Thụy Sĩ năm 1802 và học tại Louvre ở Paris trong cùng năm đó. Ông cũng từng nhiều lần tới thăm Venice. Trong một lần tới Lyme Regis, tại Dorset, Anh, Turner đã vẽ một bức tranh cảnh bão tố (Hiện treo tại Bảo tàng nghệ thuật Cincinnati).
Một trong những nhân vật có dấu ấn quan trọng với các tác phẩm của Turner là Walter Ramsden Fawkes, chủ lâu đài Farnley, gần Otley ở Yorkshire, người đã trở thành một người bạn tâm giao của Turner. Turner tới thăm Otley lần đầu năm 1797, ở tuổi 22, khi được cử tới một vẽ những bức tranh màu nước của vùng này. Ông rất ấn tượng với Otley và các vùng xung quanh, sau đó ông thường xuyên trở lại đây. Bức tranh bão Hannibal Crossing The Alps (Hannibal vượt qua dãy Alps) được cho là lấy cảm hứng từ một cơn bão trên một ngọn đồi ở Otley khi Turner đang ở lâu đài Farnley.
Turner cũng là một vị khách thường xuyên của George O'Brien Wyndham, bá tước thứ ba của Egremont tại tòa nhà Petworth ở Tây Sussex và ông đã vẽ các bức tranh của ngôi nhà và vùng đồng quê ở Sussex. Hiện các bức ảnh về Tòa nhà Petworth vẫn còn được lưu giữ.

### Đời tư
Khi về già, Turner trở nên lập dị. Ông có rất ít bạn trừ người cha của ông, người đã sống với ông ba chục năm, người cũng là trợ lý studio của Turner. Cái chết của người cha năm 1829 đã có ảnh hưởng sâu sắc đến Turner. Ông không cưới vợ dù có hai người con với Sarah Danby, một người sinh năm 1801, một người sinh năm 1811.

### Qua đời
Turner qua đời ngày 19 tháng 12 năm 1851 trong ngôi nhà của người tình Sophia Caroline trên Phố đi bộ Cheney, Chelsea. Người ta đồn đại rằng trước khi chết Turner đã thốt ra rằng "The sun is God" (Mặt trời là chúa). Theo đúng ước nguyện, ông được chôn tại Nhà thờ St Paul, đặt nằm cạnh Sir Joshua Reynolds. Triển lãm cuối cùng của ông diễn ra ở Học viện hoàng gia năm 1850.
Kiến trúc sư Philip Hardwick (1792–1870), bạn của Turner đồng thời là con của thầy giáo ông là Thomas Hardwick, đã chủ trì lễ tang của Turner và viết cho những người quen biết với Turner về cái chết của ông rằng: "Tôi phải xác nhận với bạn, chúng ta đã mất ông ấy".

## Nghệ thuật

### Phong cách
Tài năng của Turner được công nhận từ rất sớm. Khả năng độc lập về tài chính cho phép ông tự do sáng tạo; những tác phẩm sau này của ông có đặc điểm là sử dụng bảng màu cùng những lớp sơn lớn, mỏng và bán trong suốt. Tác phẩm Lịch sử nghệ thuật kèm minh họa (The Illustrated History of Art) của David Piper gọi những bức vẽ sau này của Turner là "những câu đố huyền bí". Turner cũng được công nhận là một thiên tài nghệ thuật: John Ruskin – một nhà phê bình nghệ thuật người Anh rất có ảnh hưởng thời ấy – mô tả ông là người có khả năng "đo liệu tâm trạng của thiên nhiên một cách đầy rung cảm và chân thật". Các tác phẩm của Turner cũng thu hút chỉ trích từ những người đương thời, đặc biệt là từ George Beaumont – một họa sĩ tranh phong cảnh và cùng là học viên của Học viện Hoàng gia. Ông này gọi tranh của Turner là những "vết nhơ".
Trí tưởng tượng của Turner được khơi gợi nhờ những vụ đắm tàu, cháy nhà (bao gồm sự kiện cháy Quốc hội năm 1834 mà Turner chứng kiến tận mắt, sau này được ông chuyển tả thành một loạt phác họa bằng màu nước) và những hiện tượng tự nhiên như nắng, bão, mưa và sương mù. Ông cũng bị mê hoặc bởi sức khốc liệt của biển cả và thể hiện nó qua các tác phẩm Bình minh sau vụ đắm tàu (Dawn after the Wreck) và Con tàu nô lệ (The Slave Ship) vào năm 1840.

Tác phẩm vẽ vụ hỏa hoạn tòa nhà quốc hội Luân Đôn, 1834
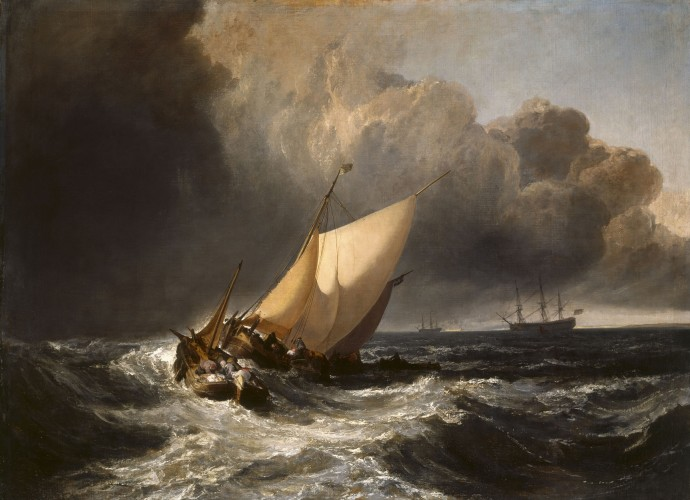
Thuyền Hà Lan trong cơn lốc, lấy cảm hứng từ tranh của Willem van de Velde Trẻ
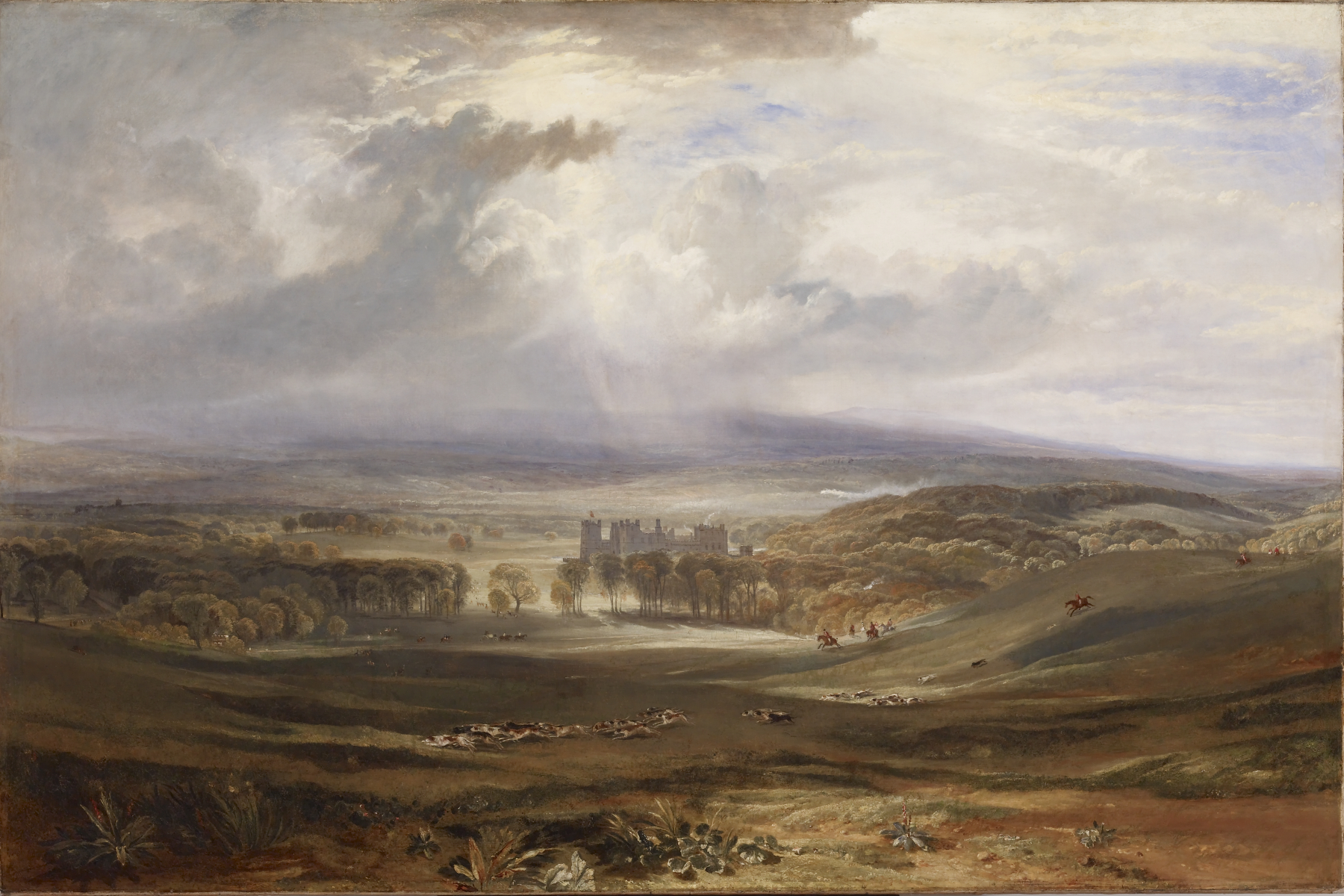
Lâu đài Raby, nhà của Bá tước Darlington, một trong những tranh vẽ nhà thành công nhất của Turner. Bảo tàng nghệ thuật Walters, Baltimore.
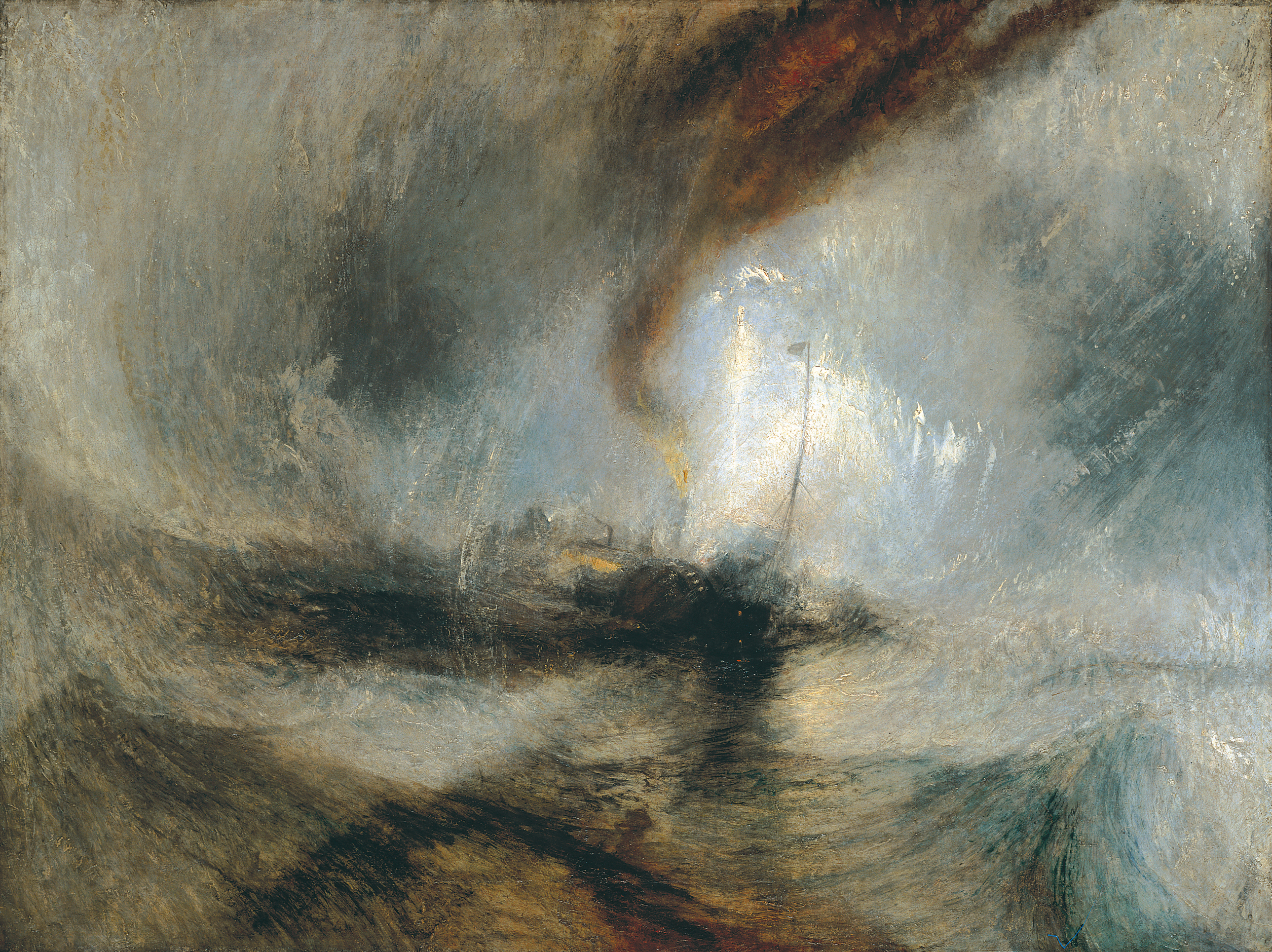
Bão tuyết: Thuyền hơi nước rời bến cảng, 1842
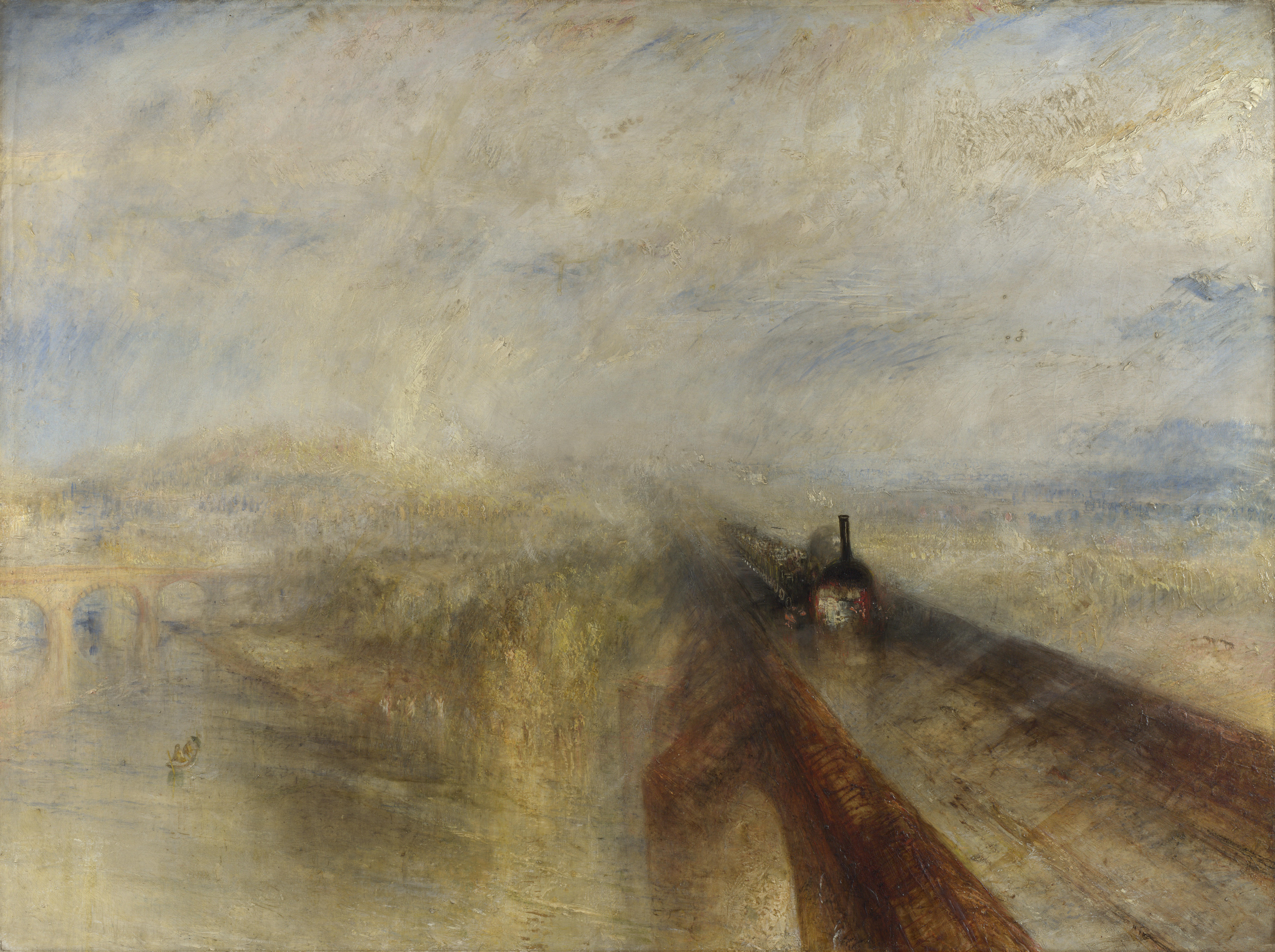
Mưa, hơi nước và tốc độ – Great Western Railway, vẽ năm 1844

Liber Studiorum (Sách nghiên cứu) là một bộ sưu tập các tranh in của Turner, bao gồm 71 bản in mà ông hoàn thành sau 12 năm, từ năm 1807 tới 1819. Liber Studiorum thể hiện những ý định của ông đối với nghệ thuật phong cảnh. Ý tưởng của ông phần nào dựa trên tác phẩm Liber Veritatis (Sách sự thật) của Claude Lorrain, trong đó Lorrain cũng lưu giữ những bức vẽ hoàn thiện của mình; một loạt bản in sao chép từ các bức vẽ này – thời đó được giữ ở Nhà Devonshire – được xuất bản thành công rực rỡ. Các tranh khắc kẽm của Turner được dùng phổ biến rộng rãi và chia thành nhiều thể loại khác nhau: Kiến trúc, Lịch sử, Biển, Núi và Đồng quê. Thể loại cuối cùng được thể hiện bởi hai bản khắc, một bản có tựa "P" diễn tả phong cảnh đồng quê hiện đại, bản kia có tựa "EP" diễn tả phong cảnh cổ điển lấy cảm hứng từ Claude. Vì không có giải thích cụ thể nên "EP" được cắt nghĩa là "Elevated Pastoral", hay Đồng quê cao nhã. Tranh đồ họa in ấn chiếm phần lớn trong khối lượng các tác phẩm của Turner. Bảo tàng Turner ở Sarasota, Florida của Douglass Montrose-Graem được thành lập năm 1974 để lưu trữ bộ sưu tập tranh in của Turner.
Các tác phẩm trước đây của Turner như Tintern Abbey (1795) nằm trong khuôn khổ truyền thống của phong cảnh Anh Quốc. Tuy nhiên, trong tác phẩm Bão tuyết: Hannibal và quân đội băng qua dãy Alps (1812), ông lại nhấn mạnh sức mạnh hủy diệt của thiên nhiên. Phong cách sơn màu khác biệt của Turner – sử dụng kỹ thuật của màu nước cho sơn dầu – tạo ra những màu sắc nhẹ nhàng, uyển chuyển và hiệu ứng trong mờ tạm thời.
Tranh sơn dầu của Turner càng tăng độ trong suốt trong những năm sau này. Một ví dụ điển hình là tác phẩm Mưa, hơi nước và tốc độ - Great Western Railway; người ta hầu như không thể nhận ra các vật thể có trong tranh. Cường độ màu sắc và sự chú trọng đến ánh sáng nhạt đã đặt các tác phẩm của Turner lên vị trí tiên phong của hội họa Anh, thậm chí gây ảnh hưởng lên cả hội họa Pháp. Các họa sĩ theo trường phái Ấn tượng – đặc biệt là Claude Monet – nghiên cứu kỹ thuật của Turner rất cẩn thận.
Mật độ tro núi lửa cao trong khí quyển (từ sự kiện núi Tambora phun trào) suốt năm 1816 – "Năm không có mùa hè" – khiến cảnh sắc hoàng hôn trong thời kỳ này đẹp mắt lạ thường và trở thành nguồn cảm hứng cho một số tác phẩm của Turner.
John Ruskin cho rằng Thomas Monro – bác sĩ chính của Bệnh viện Hoàng gia Bethlem, nhà sưu tập, nghệ sĩ nghiệp dư đồng thời là nhà bảo trợ cũ của Turner – có tầm ảnh hưởng quan trọng đến phong cách của ông. Trong nhà của bác sĩ Monro ở Luân Đôn, Turner cùng một số họa sĩ trẻ đã sao chép tác phẩm của những người chuyên vẽ biểu đồ địa hình nổi tiếng thời ấy và hoàn thiện kỹ năng vẽ của mình. Một số tranh màu nước với hiệu ứng trong mờ kỳ lạ của John Robert Cozens cũng được trưng bày trong nhà Monro. Vượt xa các bản vẽ địa hình ngăn nắp và tỉ mỉ, chính những bức tranh này đã cho cậu Turner trẻ tuổi thấy tiềm năng thực sự của màu nước.

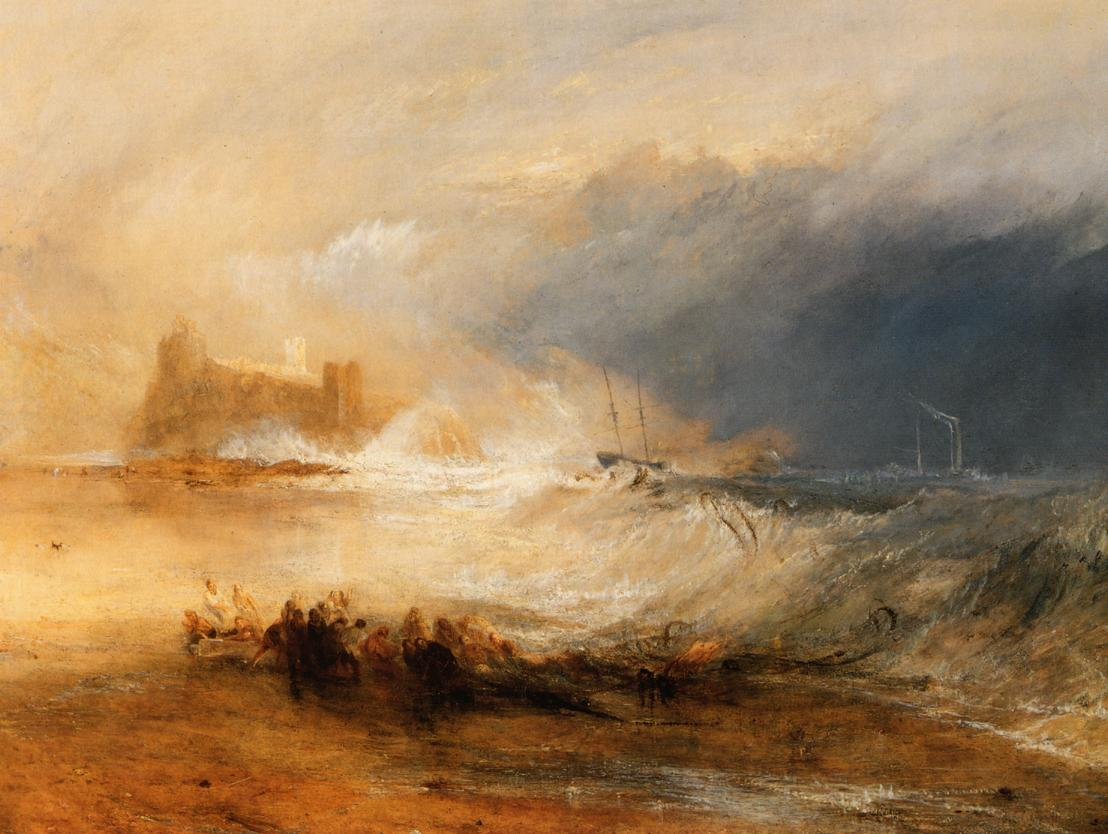
Bờ biển Northumberland, vẽ khoảng năm 1836. Trung tâm nghệ thuật Anh tại đại học Yale.
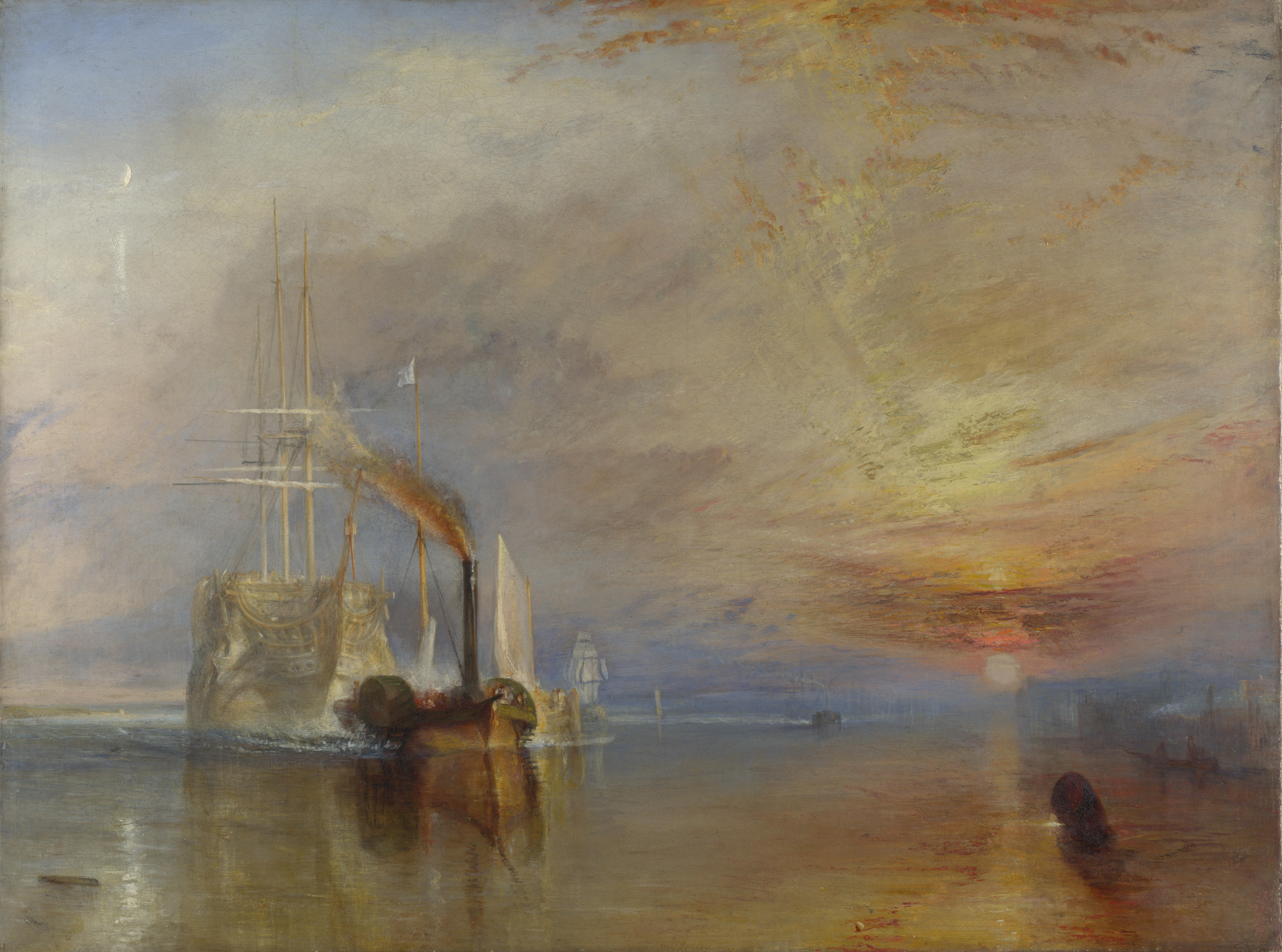
Thuyền chiến Temeraire được kéo đến bến tàu cuối cùng để phá bỏ, 1839
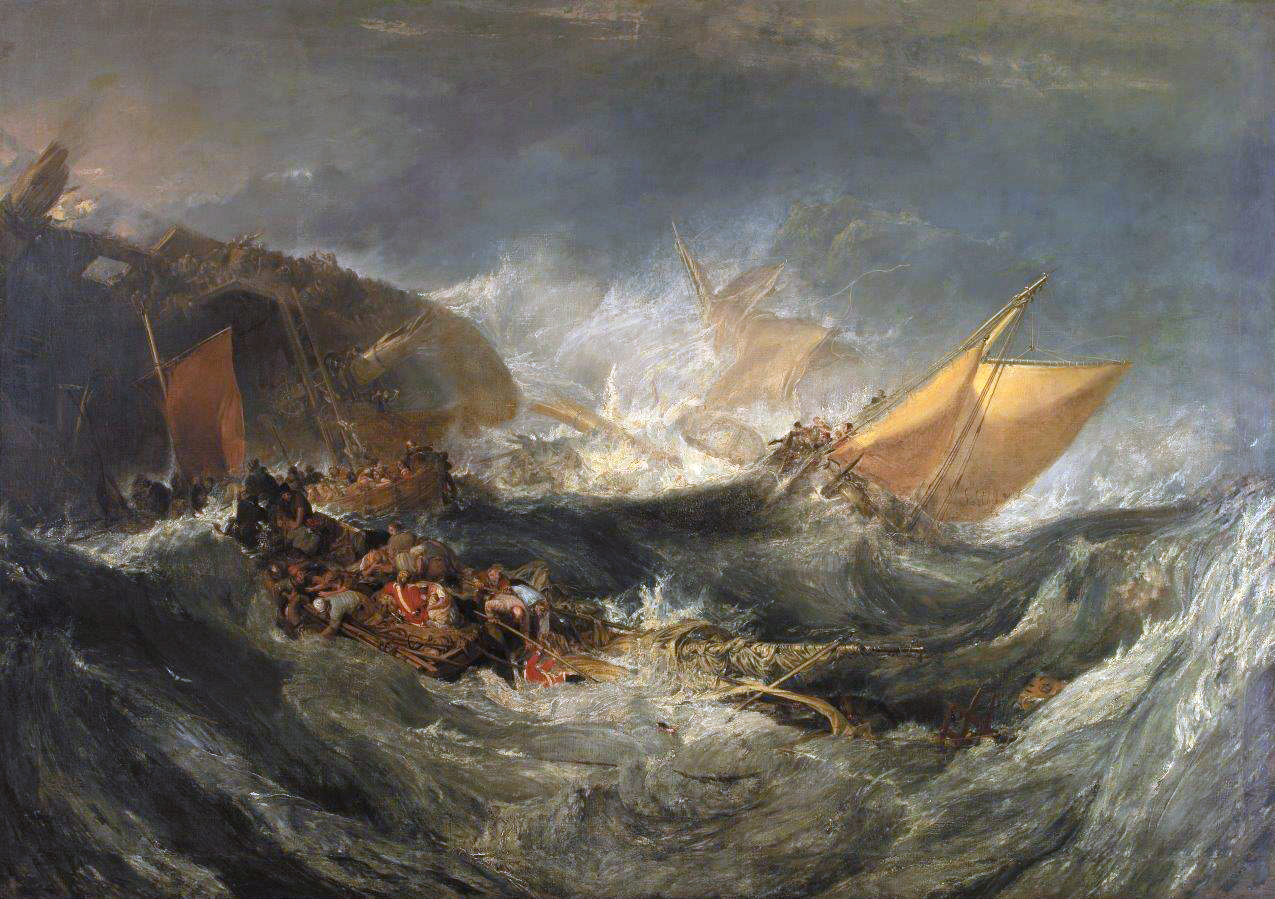
Vụ đắm một con tàu vận chuyển (khoảng 1810), tranh sơn dầu
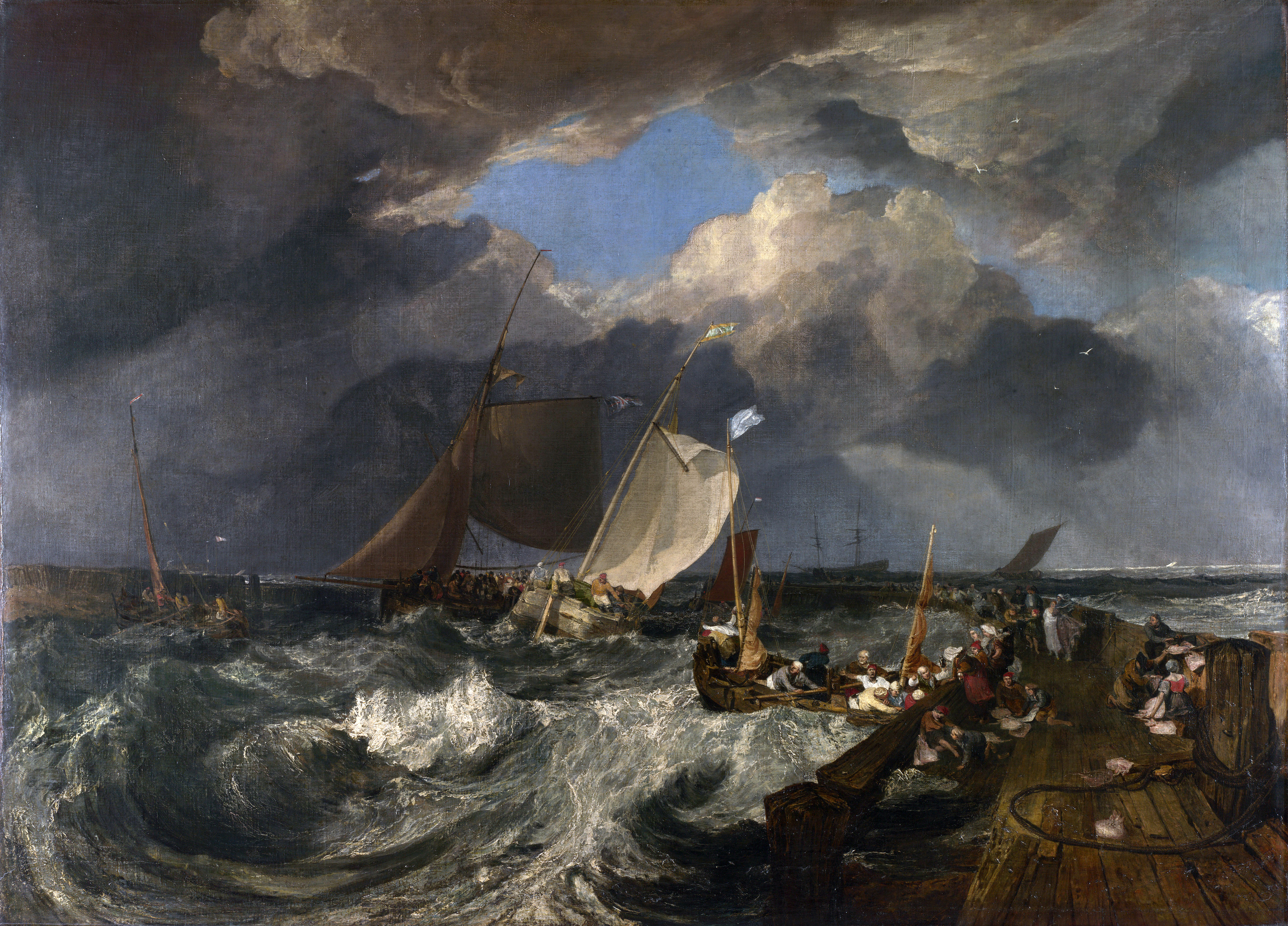
Calais Pier

### Chất liệu
Turner đã làm thí nghiệm với nhiều loại chất màu khác nhau. Ông dùng các loại màu như đỏ yên chi dù biết nó không giữ màu được lâu, và bỏ ngoài tai lời khuyên sử dụng chất màu bền hơn của các chuyên gia đương thời. Ông chỉ chọn những chất liệu trông đẹp khi mới sơn lên tranh. Hậu quả là tới năm 1930, đã có người lo ngại cả tranh sơn dầu lẫn tranh màu nước của ông đều đang bị phai màu.

## Di sản
Turner để lại một số tiền nhỏ mà ông hi vọng sẽ được dùng để hỗ trợ các "nghệ sĩ suy tàn". Ông dự định xây một căn nhà tế bần với phòng tranh để trưng bày một số tác phẩm của mình ở Twickenham. Di chúc của ông được đem ra tranh chấp và sau một lần ra tòa năm 1856, các em họ ông – trong đó có Thomas Price Turner – được hưởng một phần tài sản của ông. Một phần tài sản khác được đem đến Học viện Hoàng gia và thỉnh thoảng được dùng để trao tặng Huân chương Turner cho học viên. Các bức vẽ đã hoàn thiện của ông được di tặng cho Anh Quốc. Ông cũng có ý định xây một phòng tranh đặc biệt để trưng bày những tác phẩm trên, nhưng việc này không thành do những bất đồng liên quan đến địa điểm xây. Hai mươi hai năm sau ngày ông mất, Quốc hội Anh thông qua một đạo luật cho phép các bảo tàng ngoài Luân Đôn mượn tranh của ông. Việc này đã bắt đầu quá trình phân tán các tranh của Turner, trái với ý nguyện của ông là giữ chúng ở một chỗ.
Năm 1910, phần chính di sản của Turner gồm các bức vẽ dang dở được tái lưu cất ở Chái Duveen Turner ở Phòng Triển lãm Nghệ thuật Anh Quốc gia (giờ là Tate Britain). Năm 1987, một chái mới là Phòng triển lãm Clore được mở cửa ở Tate để lưu giữ di sản của Turner, tuy nhiên một số tranh quan trọng nhất vẫn còn được cất ở Phòng triển lãm Quốc gia. Càng ngày, tranh của Turner càng được đem cho mượn ở nhiều nơi, trái với mong muốn của ông là cất giữ chúng ở Phòng Triển lãm Turner vĩnh viễn.
Trong khoảng thời gian từ năm 1976 – 1982, Nhà thờ Thánh Mary ở Battersea lắp thêm một cửa sổ kính ghép màu để tưởng nhớ Turner. Cả Nhà thờ Thánh Phao-lô, Học viện Hoàng gia Nghệ thuật lẫn Bảo tàng Victoria và Albert đều giữ tượng tạc hình ông.